# Tống Khâm Tông
Tống Khâm Tông (chữ Hán: 宋欽宗; 23 tháng 5, 1100 - 14 tháng 6, 1161), tên thật là Triệu Đản (赵亶), Triệu Huyên (赵烜) hay Triệu Hoàn (赵桓), là vị Hoàng đế thứ chín và cũng là hoàng đế cuối cùng của vương triều Bắc Tống trong lịch sử Trung Quốc.
Triệu Hoàn là con trai trưởng của Tống Huy Tông Triệu Cát với bà Hiển Cung hoàng hậu. Ông lên ngôi năm 1126 sau khi vua cha là Tống Huy Tông thoái vị vì sợ hãi lực lượng mạnh mẽ của nhà Kim. Khâm Tông lãnh đạo quân dân Tống đẩy lui quân Kim trong một thời gian ngắn, và loại bỏ các gian thần thời vua cha, làm trong sạch triều chính. Tuy nhiên vào cuối năm này, khi quân Kim đánh vào Biện Kinh lần thứ hai, quân Tống đã thất bại, Thái thượng hoàng và Hoàng đế cùng phần lớn hoàng tộc nhà Bắc Tống bị Kim bắt làm tù binh, chỉ có Khang vương Triệu Cấu là thoát được, về sau lập ra vương triều Nam Tống.
Tống Khâm Tông trở thành tù binh của Kim và phải sống trong hoàn cảnh cơ cực và bị hành hạ. Ông qua đời vào năm 1161, thi hài được chôn cất ở Kim chứ không được triều đình Nam Tống đón về.

## Làm hoàng thái tử
Hoàng tử Triệu Đản là con trai trưởng của Huy Tông hoàng đế với hoàng hậu đầu tiên là Vương thị; chào đời vào ngày 23 tháng 5 năm 1100, tức ngày Ất Dậu tháng 4 ÂL năm Nguyên Phù thứ ba đời Tống Huy Tông tại điện Khôi Ninh. Khi đó cha ông vừa lên ngôi chưa đầy nửa năm. Ban đầu ông được đặt tên là Đản, nhận phong tước Hàn quốc công. Đến tháng 6 ÂL cùng năm, được tiến phong Kinh Triệu quận vương.
Năm 1102, Huy Tông đổi tên Triệu Đản thành Triệu Huyên, cuối năm đó chính thức cải thành Hoàn. Năm 1103, ông được tấn phong làm Định vương. Năm 1111, được vào học ở Tư Thiện đường. Năm 1113, gia phong thái bảo. Tháng 2 ÂL năm 1115, Huy Tông hạ chiếu lập ông làm Hoàng thái tử. Tháng 6 năm 1116, ông thành hôn với Chu thị, con gái Vũ Khang quân tiết độ sứ Chu Bá Tài. Trong mắt Huy Tông thì người em thứ ba của Triệu Hoàn là Vận vương Triệu Khải (趙楷) mới là người có khí chất phù hợp với ngôi hoàng đế. Triệu Khải từ nhỏ là đã chứng tỏ mình là người có tài khi dự thi khoa cử và đỗ trạng nguyên. Tuy vậy, Huy Tông không muốn việc phế trưởng lập thứ có thể gây nên hậu quả không tốt sau này, thêm nữa lại có hoạn quan Lương Sư ra sức can gián và bảo vệ nên Triệu Hoàn bảo toàn được ngôi thái tử. Lúc bấy giờ thái tể Vương Phủ không được lòng thái tử, nên có ý lập Vận vương Khải. Lý Bang Ngạn đem việc tâu lên, do đó Vương Phủ mất chức.
Bấy giờ triều đình nhà Tống đang gặp phải sự uy hiếp của nước Kim người Nữ Chân. Trước kia Tống ký kết với Kim hiệp ước liên minh trên biển, hợp sức diệt Liêu, nhằm thu phục 16 châu Yến, Vân mà Hậu Tấn Cao Tổ Thạch Kính Đường đã dâng cho Khiết Đan thế kỷ 10. Tuy nhiên quân Tống xuất chiến bất lợi, người Kim thừa cơ chiếm được đất Yên, chỉ trả cho Tống vùng Yên Kinh và 6 châu. Do Tống thu nhận hàng tướng Trương Giác ở Bình châu, Kim lấy việc đó mà gây chiến. Tháng 11 năm 1125, Kim Thái Tông lệnh cho Tà Dã, Niêm Một Hát chia quân làm hai cánh tấn công Thái Nguyên, Yên Sơn. Bấy giờ quân Kim đã áp sát sông Hoàng Hà, Huy Tông hoảng hốt muốn bỏ trốn khỏi kinh đô. Thái thường thiếu khanh Lý Cương bàn với cấp sự trung Ngô Mẫn xin vua nhường ngôi cho thái tử, Ngô Mẫn thấy việc ấy không tiện, chỉ xin thái tử giám quốc. Lý Cương chích máu mà viết tấu trình lên, xin theo lệ Đường Túc Tông ở Linh Vũ xưa kia, xin nhà vua nhường ngôi cho thái tử.
Ngày 15 tháng 1 năm 1126, Huy Tông phong thái tử làm Khai Phong Mục. Ngày 17 tháng 1, Huy Tông xuống chiếu cho thái tử tức vị hoàng đế, bản thân tự xưng Giáo chủ Đạo Quân thái thượng hoàng đế dời sang cung Long Đức, hoàng hậu Trịnh thị là Thái thượng hoàng hậu. Thái tử vào cung cấm, khóc lóc từ chối, Huy Tông không theo. Ngày 18 tháng 1, Triệu Hoàn lên ngôi hoàng đế, tức là Tống Khâm Tông

## Làm hoàng đế

### Chống Kim lần thứ nhất
Khâm Tông dùng thiếu tể Lý Bang Ngạn làm Long Đức cung sứ, Thái Du là Thái bảo, Ngô Mẫn là Môn hạ thị lang. Lại ra chiếu đại xá, thưởng chư quân; lập thái tử phi Chu thị làm hoàng hậu. Tiến phong Lý Cương làm thị lang bộ Binh, Cảnh Nam Trọng làm Thiêm thư Khu mật viện sự,
Lúc bấy giờ người Kim tấn công rất gấp: Oát Li Bất vây hãm phủ Đức Tín, Niêm Một Hát vây Thái Nguyên, Khâm Tông hạ chiếu cho Kinh Đông, Hoài Tây các nơi đưa quân về hộ vệ. Đầu năm 1126, Oát Li Bất từ Thang Âm tấn công Tuấn châu. Nội thị Lương Phương Bình dẫn quân ra chống, toàn quân tan rã, Phương Bình bỏ chạy tháo thân. Khâm Tông hạ chiếu thân chinh, theo cố sự Chân Tông đến Thiền Uyên trước kia, cử Ngô Mẫn, Lý Cương đi theo, nhưng thực chất thì chỉ là nói miệng mà thôi. Cũng trong ngày hôm đó, dùng Ngô Mẫn làm tri Xu mật, Thượng thư bộ Lại Lý Chuyết làm Đồng tri. Ngay khi được tin Tuấn châu thất thủ, Thượng hoàng thu dọn hành trang, chạy về phía đông theo hướng cửa Thông Tân.
Khâm Tông lại dùng Lý Cương lưu thủ Đông Kinh. Lúc bấy giờ Bạch Thời Trung, Lý Bang Ngạn đề nghị xa giá lui về Tương, Đặng; Lý Cương kiên quyết phản đối, xin quyết cố thủ. Khâm Tông có vẻ vững tâm hơn, quyết định ở lại và thăng Cương làm Thượng thư hữu thừa. Ông bãi chức Thái tể của Bạch Thời Trung, cất nhắc Lý Bang Ngạn lên thay, dùng Trương Bang Xương làm Thiếu tể, Triệu Dã Môn hạ thị lang, Vương Hiếu Địch là Trung thư thị lang, Thái Mậu Thượng thư Tả thừa.
Chưa tới ngày rằm thì quân Kim đã vượt sông, nhanh chóng tiến tới tây bắc Biện Kinh; Khâm Tông hạ lệnh cho các lộ cần vương. Khi đó xa giá của Thượng hoàng đã từ Bạc châu về Nam Kinh. Sứ Kim là Ngô Hiếu Dân đến hỏi việc chứa chấp Trương Giác, Khâm Tông nói đó là việc của triều trước, không nên nhắc đến; phần đông các đại thần đề nghị cử thân vương, tể tướng đến trại quân Kim cầu hòa, Khâm Tông sai Lý Chuyết đi sứ, Lý Cương cho rằng Chuyết có thể làm hỏng việc, xin đi thay, Khâm Tông giữ lại. Oát Li Bất ra điều kiện: nộp 500 vạn lạng vàng, 5000 vạn lạng bạc, bò ngựa 10.000 con, vua Tống gọi vua Kim là bác, cắt đất ba trấn Hà Gian, Trung Sơn, Thái Nguyên.
Lúc đó quân Kim đánh Hào, Trần Kiều, Phong Khâu, Vệ châu các cửa. Lý Cương lên thành đốc chiến, chuẩn bị bao cát, vũ khí giữ thành, lại đốc quân sĩ đem đá từ trong nhà Thái Kinh ra chặn cổng. Khâm Tông sai sứ đến khích lệ quân sĩ, ai nấy đều hoan hô. Quân Tống đánh từ giờ Mão đến giờ Mùi, quân Kim không tiến lên được, lại bị tập kích từ phía sau, thiệt hại hơn 1000 người nên phải lui. Lúc đó Lý Chuyết trở về báo những đòi hỏi của người Kim; Khâm Tông triệu tể tướng đến bàn. Lý Bang Ngạn, Trương Bang Xương xin Khâm Tông thuận theo, Lý Cương phản đối. Rốt cục Khâm Tông theo lời Bang Ngạn, thu gom vàng bạc cũng chỉ được 20 vạn lạng vàng, 4 vạn lạng bạc; không đủ số người Kim yêu cầu, phải xin gia hạn; lại trao địa đồ ba trấn cho Kim và dâng thệ thư, xưng nước bác nước cháu; cử Trương Bang Xương và Khang vương Triệu Cấu sang trại Kim làm con tin.
Tuy nhiên không lâu sau Khâm Tông lại dao động, chuẩn bị xa giá để cùng hậu cung chạy về phía nam. Lý Cương gọi Cấm vệ quân cùng hô: "Nguyện tử thủ!" Rồi lại tâu rằng gia quyến của Cấm vệ quân đều ở kinh thành, một khi rời khỏi thì lòng người ly tán, giữa đường chẳng may có biến thì khó thoát khỏi kỵ binh của Kim. Khâm Tông mới quyết định ở lại. Người Kim phá huyện Vũ Dương, tri huyện Tương Hưng Tổ tuẫn tiết. Nhưng bấy giờ lại có Mã Trung đưa quân từ Kinh Tây về cứu, đánh thắng quân Kim một trận ở ngoài cửa Thuận Thiên, mở đường cho quân cần vương các nơi kéo về: Phạm Quỳnh đưa quân từ Đông Lai về kinh, Chủng Sư Đạo, Diêu Bình Trọng điều quân từ Kinh Nguyên, Tân Phong đến cứu viện... Khâm Tông nghe Sư Đạo đến, lập tức sai Lý Cương ra úy lạo. Khi Sư Đạo vào triều kiến, tâu rằng Nữ Chân quân ít vào sâu sẽ không trụ lâu. Khâm Tông bèn phong cho ông ta làm Đồng tri Khu mật viện sự, Kinh Kì Hà Bắc Hà Đông tuyên phủ sứ. Từ khi các lộ cần vương kéo đến, quân Kim không dám ngông cuồng cướp bóc nữa.
Tháng 2 ÂL, Lý Cương đánh quân Kim ở cửa Cảnh Dương, giành được một trận thắng. Lý Cương lại hiến kế cho quân án ngữ bến sông và những con đường hiểm, vây địch mà không đánh; đợi khi hết lương chúng phải rút, thì quân Tống cứ đuổi theo thu lại đất đai, diệt sạch một trận để chúng không dám đến nữa. Có Diêu Bình Trọng nhất quyết dẫn 10.000 quân tập kích vào trại Kim, nhưng quân Kim dùng kế nhử quân Tống vào trận rồi cho phục binh ra đánh. Quân Tống đại bại, Bình Trọng mất tích. Chủng Sư Đạo bàn rằng ngày mai hãy đánh nữa, gọi là kế xuất kì bất ý, nhưng Lý Bang Ngạn lại tìm cớ ngăn cản nên kế hoạch không được tiến hành.
Triều đình lại sai sứ đến chỗ Kim, nói không cắt đất nữa. Oát Li Bất giận quá, trách cứ Khang vương và Trương Bang Xương. Bang Xương sợ quá đến phát khóc, duy Khang vương vẫn không tỏ ra sợ sệt gì cả. Oát Li Bất nghi ngờ thân phận của Khang vương, sai Vương Nhuế vào thành đòi cử người khác đến thay và hỏi tội đánh lén. Lý Bang Ngạn đổ hết tội lỗi cho Lý Cương khiến ông bị bãi chức. Thái học sinh Trần Đông quỳ ở trước cửa xin Khâm Tông dùng lại Lý Cương. Quân dân trong thành hơn 10.000 người được tin cũng kéo đến ngoài cửa Tuyên Đức reo hò. Gặp Lý Bang Ngạn, họ mắng chửi không thôi, Bang Ngạn khó khăn lắm mới thoát được. Khâm Tông đành phải sai Cảnh Nam Trọng nên tuyên bố ý chỉ dùng lại Lý Cương, dân chúng bảo nội thị truyền chỉ tại sao không thấy tăm hơi, chắc là bọn chúng không ưa Lý Cương, vì thế xông vào giết hàng chục tên nội thị. Khâm Tông đành phải sai Thượng thư bộ Hộ Nhiếp Xương ra truyền chỉ phục chức cho Lý Cương thì tình hình mới yên.
Triều đình tính tới việc giết nội thị hôm trước, Vương Thời Ung đề nghị bắt giam toàn bộ Thái học sinh. Khâm Tông không theo, sai Dương Thời đến úy lạo, khuyên họ chuyên tâm học sinh không làm loạn nữa. Lấy Từ Xử Nhân làm Trung thư thị lang, Vũ Văn Hư Trung làm Thiêm thư Khu mật viện sự. Lại cử con thứ năm của Thượng hoàng là Túc vương Xu đến trại Kim thay cho Khang vương Cấu. Lúc bấy giờ Oát Li Bất do hết lương và bị đánh riết, nên dù chưa đủ số vàng bạc cũng phải thả Khang vương và Trương Bang Xương rồi rút quân về bắc. Lý Cương, Chủng Sư Đạo muốn truy đuổi theo, nhưng Lý Bang Ngạn lại ngăn trở, đành thôi.

### Tiêu diệt gian thần
Khi Khâm Tông mới lên ngôi, có thái học sinh Trần Đông dâng thư kể tội bọn gian thần Thái Kinh, Đồng Quán, Vương Phủ, Lương Sư Thành, Chu Miễn, Lý Ngạn, gọi là 6 tên giặc, xin giết đi; Khâm Tông vì mới lên ngôi còn nhiều việc nên chưa để ý tới. Tết Nguyên đán, Ngô Mẫn và Lý Cương đều dâng sớ xin giết Vương Phủ. Khâm Tông hạ chiếu, đày Phủ ra Vĩnh châu, nhưng ngầm sai người đuổi theo giết chết. Lại ban chết cho Lý Ngạn, cách chức Chu Miễn đuổi về quê. Về sau Khâm Tông lại theo ý Trần Đông, giết chết gian thần Lương Sư Thành.
Sau khi người Kim rút đi không lâu, Lý Bang Ngạn bị đàn hặc và mất chức. Khâm Tông lấy Trương Bang Xương làm Thái tể kiêm Môn hạ thị lang, Ngô Mẫn làm Thiếu tể kiêm Trung thư thị lang, Lý Cương làm tri Khu mật, Cảnh Nam Trọng và Lý Chuyết là Thượng thư Tả Hữu thừa; lại bãi quan của Chủng Sư Đạo, đày ra biên ải.
Niêm Một Hát sai người đến đòi số bạc còn thiếu, nhà Tống bắt giữ sứ thần. Một Hát giận quá, kập tức điều quân nam hạ, đánh tan cánh quân của Lưu Quang Thế rồi bao vây Thái Nguyên; công phá Uy Thắng quân, tướng giữ thành Lý Thực ra hàng. Lại thêm lực lượng chống Tống ở Bình Dương dẫn đường cho người Kim vào Nam Bắc quan, phá phủ Long Đức, tri phủ Trương Xác và thủ hạ tuẫn tiết. Đó là vào tháng 3 năm 1126.
Quân Kim lại đánh tới Cao Bình. Khâm Tông mệnh Chủng Sư Đạo làm Tuyên phủ sứ Hà Bắc, cùng Diêu Cổ, Chủng Sư Trung ra sức phòng bị 3 trấn. Chủng Sư Trung ra quân đuổi được người Kim về phía bắc, các tướng còn lại cũng ra sức cố thủ, tình hình tạm yên. Khâm Tông bãi chức của các đại thần theo phái chủ hòa là Lý Chuyết, Trương Bang Xương và Vũ Văn Hư Trung. Theo tiến cử của Ngô Mẫn, ông lấy Từ Xử Nhân làm Thái tể kiêm Môn hạ thị lang, Đường Khắc làm Trung thư thị lang, Hà Vi Thượng thư Hữu thừa, Hứa Hàn làm Đồng tri Xu mật viện sự. Từ Xử Nhân là người chủ chiến, kiên quyết không cắt ba trấn, còn Đường Khắc lại theo phe chủ hòa. Lúc đó Oát Li Bất công đánh Hà Gian và Thái Nguyên, nhưng bị người Tống chống trả quyết liệt, phải dẫn quân về.
Khâm Tông còn chuẩn bị rước thượng hoàng về kinh sư, cử Từ Xử Nhân làm Lễ nghi sứ, cùng Lý Cương đến Nam Kinh đón thánh giá. Thượng hoàng gửi thư hỏi về việc cải cách, trách việc cách chức bọn Thái Kinh, Đồng Quán. Lại có tin đồn rằng thượng hoàng muốn vào thẳng cung cấm, tức là có ý trở lại ngôi vị, bọn nội thị khuyên Khâm Tông phải phòng bị, ông không theo. Khi thượng hoàng tới Nam Kinh, Lý Cương thay mặt ra trả lời những câu hỏi của thượng hoàng, hóa giải mối nghi ngờ giữa hai cung.
Tháng 4 ÂL, Thượng hoàng và thái hậu về tới kinh sư. Lúc này tình hình chiến sự ở phía bắc có khởi sắc: quân Tống giành lại Long Đức phủ và Uy Thắng quân, huyện Thọ Dương. Quân Kim bèn sai người tới Tây Hạ, hứa cắt bốn quân, yêu cầu Tây Hạ giúp mình đánh Tống. Do đó người Hạ cho quân vượt Hoàng Hà, phá thành Trấn Uy, tướng Chu Chiêu tử chiến. Ở triều đình nhà Tống, đại thần hặc tội cha con Thái Kinh và Đồng Quán hại dân hại nước, Khâm Tông bèn đày Kinh ra Đàm châu, cho hai con của Kinh là Du và Tiêu được tự sát, lại đày con cháu họ Thái đi xa, đày Đồng Quán đến Cát Dương quân rồi cho người đuổi theo, giết chết. Còn giết cả Lương Phương Bình, Triệu Lương Tự, Chu Miễn.... Thái Kinh về sau do u buồn mà chết ở Đàm châu.

### Chống Kim lần thứ hai
Quân Kim lại vây Thái Nguyên. Tháng 5 ÂL, Chủng Sư Trung giao chiến với người Kim ở huyện Du Thứ và tử trận, Khâm Tông cho Diêu Cổ và Lý Cương đến giải vây Thái Nguyên. Người Kim thừa thắng tấn công Bình Đà, Diêu Cổ lui về Long Đức. Lý Cương được tin, giáng chức Diêu Cổ, phong Giải Tiền làm chế trí sứ, đóng quân ở Hà Dương, chuẩn bị xe chiến, ngựa chiến rồi tiến ra Hà châu chống giặc. Tuy nhiên do các tướng dưới quyền chậm chạp lười biếng, nên các cánh quân đầu thất bại dưới tay người Kim. Nhà tống được tin thua trận, bèn bãi chức Lý Cương, dùng Chủng Sư Đạo thay thế, đó là vào tháng 8 ÂL. Phe chủ hòa lại nổi lên, xin cắt ba trấn cho người Kim.
Sứ nước Kim là Tiêu Trọng Cung Triệu Luận bị Tống bắt giữ, bèn bày kế cho nhà Tống hãy liên lạc với Da Luật Dư Đồ khởi binh kháng Kim, khôi phục nước Liêu, hứa sẽ trợ giúp. Ngô Mẫn tin là thực, liền xin Khâm Tông thả sứ Kim trở về, lại còn liên kết với người Liêu là Nhã Lý. Sứ về báo tin lên Niêm Một Hát về kế hoạch của người Tống. Một Hát báo lên Kim Thái Tông. Vua Kim tức giận, lệnh Niêm Một Hát, Oát Li Bất chia quân làm hai đường đánh Tống. Trong triều, Từ Xử Nhân và Ngô Mẫn bất hòa, đánh nhau giữa triều; Khâm Tông bèn bãi chức Từ Xử Nhân, Ngô Mẫn, Hứa Hàn; trọng dụng phe chủ hòa: Đường Khắc làm Thiếu tể kiêm Trung thư thị lang, Trần Quá Đình làm Thượng thư Hữu thừa, Nhiếp Xương Đồng tri Xu mật.... Tháng 9 ÂL, Niêm Một Hát đánh mạnh vào phủ Thái Nguyên. Tri phủ Trương Hiếu Thuần không chống nổi và bị bắt. Lý Cương bị ngôn luận đàn hặc vì gây oán với Kim liền bị đẩy làm tri Dương châu. Các đại thần Lưu Giác, Hồ An Quốc kêu xin cho Cương cũng bị giáng chức.
Bấy giờ các đạo quân do Trương Thức Dạ, Tiền Cái đều định vào chi viện cho kinh sự. Nhưng Cảnh Nam Trọng và Đường Khắc chủ hòa, nên lại lệnh quân tướng các nơi không được khinh động, còn sai sứ tới trại Kim xin được hòa nghị. Tháng 10 ÂL, quân Kim lại phá phủ Chân Định, Chủng Sư Đạo giao chiến ở Tỉnh Hình cũng bị thua. Người Kim sai Vương Nhuế đến Biện Kinh trách việc Tống triều thất tín. Lúc này người Kim đánh sang Trung Sơn, hạ Phần châu, Lân châu Bình Định quân chuẩn bị vượt sông. Khâm Tông kinh hãi, lại theo lời Đường Khắc, triệu Chủng Sư Đạo về kinh, ít lâu sau Sư Đạo qua đời. Lại dùng Phạm Nột lên thay coi giữ Lưỡng Hà, sai Vương Vân đi sứ đồng ý cắt đất, Hoàng Ngạc đi thuyền đến kinh đô nước Kim để xin hòa, Niêm Một Hát đòi Tống phải cử Khang vương Cấu tới làm con tin. Quân Kim biết nhà Tống bạc nhược nên vẫn cứ tấn công. Họ vào phủ Bình Dương, Hoài Đức quân. Niêm Một Hát áp sát Hoàng Hà, tuyên phủ sứ Triết Ngạn Cầu dẫn 10.000 binh ra chống. Một Hát dùng kế khua chiêng múa trống, quân Tống hoảng sợ chạy hết đi. Quân Kim bèn vượt sông. Các tướng Dương Án Anh, Tông Đạo, Vương Tương... bỏ thành mà chạy; Vĩnh An quân và Trịnh châu đều hàng Kim. Vương Vân đi sứ trở về, báo rằng người Kim không nói gì đến tam trấn mà bảo cắt Lưỡng Hà, chia sông để trị. Đình thần tranh cãi một trận, cuối cùng Khâm Tông theo lời Vương Vân, cử Khang vương Cấu đi sứ, hứa cắt đất, dâng tôn hiệu cho vua Kim có 18 chữ, gọi bác xưng cháu. Tuy nhiên Khang vương lại quyết định ở lại Tương châu, không đến trại Kim nữa.
Triều Tống cử tiếp Phùng Giải, Lý Nhược Thủy đến chỗ Niêm Một Hát. Khi họ đến nơi, người Kim chả thèm để ý tới. Oát Li Bất đòi có sứ thần khác, Khâm Tông muốn cử Cảnh Nam Trọng, Nhiếp Xương, chúng đùn đẩy trách nhiệm cho nhau. Cuối cùng Khâm Tông cử Nam Trọng đi gặp Oát Li Bất, Nhiếp Xương gặp Niêm Một Hát. Nhiếp Xương đi đến Giang châu, bị quân dân trong thành giết chết; Cảnh Nam Trọng cũng bị truy đuổi liền cắt râu vứt áo chạy đến Tương châu. Khâm Tông dùng Tôn Phó làm Đồng tri Xu mật, Tào Phụ Thiêm thư Xu mật viện sự.
Quân Kim phá Hoài châu, giết tri châu Hoắc An Quốc, tiến đến chân thành Biện Kinh. Đường Khác không có kế nào, lấy việc nhà Đường từ thời Thiên Bảo về sau cũng có nhiều lần trung hưng được sau khi mất kinh đô, khuyên Khâm Tông hãy dời đô về Lạc Dương, nhưng có Trương Thúc Dạ đưa quân tới cứu viện và can ngăn. Người Kim lại đánh Thiện Lợi môn, Thống chế Diêu Hữu Trọng chết trận. Vào tháng nhuận, Đường Khác cùng Khâm Tông tuần thành, quân dân oán hận Đường Khác, liền đổ xô vào tấn công. Khác sợ quá xin từ chức, Khâm Tông bèn dùng Hà Trạc làm Thượng thư hữu phó xạ kiêm Trung thư thị lang. Lộ quân cần vương của Hồ Trực Nhụ kéo đến, bị người Kim đánh bại và bị giết, chỉ còn lộ quân của Trương Thúc Dạ. Khâm Tông phong ông làm Thiêm thư Xu mật viện sự. Thúc Dạ cùng Phạm Quỳnh cực lực ngăn chặn quân Kim, lại khuyên Khâm Tông dời đô về Tương Dương, ông không theo.
Quân Kim nhiều lần tấn công vào các cửa trong thành Biện Kinh, quân Tống chịu một số thiệt hại. Bên ngoài, người Kim cũng phá được nhiều châu quận ở Hà Bắc. Về sau người Kim đánh một trận lớn vào thành, Lục giáp binh ra chống và bị đánh tan tác. Bấy giờ có Quách Kinh tự xưng biết dùng pháp thuật có thể đánh lui quân Kim, nay Thúc Dạ buộc Kinh ra trận. Kinh liền mở cửa Tuyên Hóa, không giao chiến với quân Kim mà bỏ trốn. Quân Kim thừa thắng đánh mạnh vào thành, vào Nam Huân Môn, thống chế Diêu Hữu Trọng tử chiến, Lưu Diên Khánh cũng bị chết; ngoài ra còn có Hà Khánh Ngôn, Trần Khắc Lễ, Hoàng Kim Quốc... Thành Biện Kinh bị vỡ. Đó là ngày 25 tháng 11 nhuận năm Tĩnh Khang thứ nhất, tức 9 tháng 1 năm 1127.
Quân dân và vệ sĩ trong thành hơn 100.000 người hùa nhau giết sứ thần triều Kim, đòi gặp thiên tử. Khâm Tông phải lên lầu úy dụ. Vệ sĩ Tưởng Tuyên muốn dùng vũ lực đuổi họ đo, nhưng Lã Hảo Vấn ngăn lại. Khâm Tông lệnh Hà Trạc và Tế vương Hủ tới trại Kim bàn việc nghị hòa. Niêm Một Hát đòi đích thân thượng hoàng phải ra gặp. Khâm Tông nước mắt lã chã, quyết định đi thay thượng hoàng. Đầu tháng 12, xa giá cùng Hà Trạc, Trần Quá Đình, Tôn Phó cùng đến trại Kim. Người Kim đòi nộp ngàn vạn lạng vàng, hai ngàn vạn lạng bạc, lụa một ngàn vạn tấm; và giữ tất cả các đại thần lại, chỉ thả Khâm Tông về. Khâm Tông trở về thành, khóc mà nói
Tể tướng hại cha con ta rồi.
Sau đó ông sai Trần Quá Đình, Triết Ngạn Chất cắt đất Hà Đông, Hà Bắc cho Kim, lạ lệnh Au Dương Tuân kêu gọi các châu quận đầu hàng. Tuân không phục, bị người Kim bắt giải về Yên Kinh.

### Bị bắt làm tù binh
Tết Nguyên đán năm Tĩnh Khang thứ 2, Khâm Tông triều yết thái thượng hoàng đế ở cung Diên Phúc, sai Tế vương Hủ và Cảnh vương Kỉ đi sứ sang Kim. Chiếu cắt Lưỡng Hà đã ban xuống từ lâu, nhưng dân Lưỡng Hà phần lớn không phục, do vậy người Kim chỉ có được Thạch châu. Người Kim cử người sang nhận vàng lụa nhưng với đòi hỏi quá lớn, triều đình nhà Tống không sao thu gom đủ được. Tới mùng 10, Kim lại sai người đến đòi và bắt Khâm Tông sang bàn lại. Hà Trạc, Lý Nhược Thủy khuyên Khâm Tông nên đi. Khâm Tông bèn để Tôn Phó giúp thái tử giám quốc, còn mình cùng Hà Trạc và Lý Nhược Thủy sang trại Kim. Có Trương Thúc Dạ, Ngô Cách, Đường Khác đều can ngăn, Khâm Tông không nghe. Ngày 11, Khâm Tông xa giá ra khỏi thành, hẹn 5 ngày sau sẽ về. Khi xa giá tới cổng thành, dân chúng ùa ra giữ lấy xin vua ở lại. Phạm Quỳnh rút kiếm ra đe dọa, chém chết mấy người. Khi Khâm Tông đến trại Kim, Niêm Một Hát bắt giữ ông lại và đòi triều Tống nộp đủ số tiền cống. Thái học sinh Từ Quỹ đến trại Kim để rước vua về, bị người Kim giết chết.
Cát địa sứ Lưu Hợp bị người Kim bức bách việc lập vua khác, Hợp không chịu rồi tự sát. Ngày Bính Dần tháng 2 ÂL, tức 20 tháng 3, Kim Thái Tông hạ chiếu phế thượng hoàng và Khâm Tông xuống làm thứ nhân. Sai người vào thành từ cửa Nam Huân, ép các đại thần lập vua họ khác. Ngày 21 tháng 3, Phạm Quỳnh ép thượng hoàng Huy Tông, hoàng hậu cùng phi tần, cung nữ tất tật lên xe tới trại Kim, ép nội thị Đặng Thuật ghi rõ tên từng người trong tông thất, số phi tần ở hậu cung, cộng thêm ghi chép của Từ Bỉnh Triết phủ doãn Khai Phong thì được hơn 3000 người. Tôn Phó suất bách liêu đề nghị cho thái tử lên ngôi, người Kim không theo.
Người Kim bức thượng hoàng triệu hoàng hậu, thái tử đến. Tôn Phó giữ thái tử lại không cho đi, nhưng cuối cùng cũng không ngăn được người Kim. Người Kim ép hai vua mặc Hồ phục, Lý Nhược Thủy ôm Khâm Tông mà khóc rồi chửi mắng quân giặc nên bị giết. Niêm Một Hát, Oát Li Bất đòi Vương Thời Ung vào bàn việc lập vua mới, ý của người Kim là lập Trương Bang Xương, nhiều đại thần như Tôn Phó, Trương Thúc Dạ, Trương Tuấn, Triệu Đỉnh, Hồ Dần đều không chịu ghi tên. Có Ngự sử trung thừa Tần Cối bàn rước vua cũ về, người Kim liền bắt giam Tần Cối. Sau đó Trương Bang Xương được phong làm Sở đế ở Trung Nguyên, Bắc Tống diệt vong (960 - 1127).

## Cuộc sống ở Kim
Tháng 3 ÂL, người Kim sau khi lập Trương Bang Xương thì chuẩn bị đưa tông thất triều Tống lên bắc. Đầu tháng 4, Oát Li Bất chia 2 vua Huy, Khâm làm hai đoàn áp giải về Kim. Trương Bang Xương mặc áo bào xám, đội mũ đỏ đến đưa miễn. Oát Li Bất đưa thượng hoàng, thái hậu và thân vương cùng mẹ đẻ của Khang vương Cấu là Vi Hiền phi khởi hành từ Họt châu. Niêm Một Hát đưa Khâm Tông, Chu hậu, thái tử cùng Hà Trạc, Tôn Phó, Trương Thúc Dạ, Trần Quá Đình, Tần Cối đi từ Trịnh châu. Tháng 7 năm đó, hai vua Tống bị giam giữ ở Yên Kinh. Ngày 21 tháng 8 năm 1128, họ bị giải tới kinh đô nước Kim và bị ép mặc đồ vải thô đến lạy ở miếu Kim Thái Tổ A Cốt Đả rồi lên điện Càn Nguyên yết kiến vua Kim. Kim Thái Tông hạ chiếu, phong Triệu Cát làm Hôn Đức công, Triệu Hoàn làm Trọng Hôn hầu. Tháng 10 năm đó, 2 vua Tống bị dời tới Hàn châu. Tháng 7 ÂL năm 1130, bị dời sang thành Ngũ Quốc.
Trong khi đó tại miền nam, em ông là Khang vương Triệu Cấu dưới sự ủng hộ của các đại thần đã lên ngôi hoàng đế vào ngày 12 tháng 5, tức là Cao Tông của Nam Tống, diêu tôn Khâm Tông là Hiếu Từ Uyên Thánh hoàng đế. Ngày 4 tháng 6 năm 1135, Hôn Đức công bệnh mất ở thành Ngũ Quốc. Tháng 2 ÂL năm 1141, khi Tống - Kim xúc tiến nghị hòa, Kim Hi Tông hạ lệnh thăng Hôn Đức công làm Thiên Thủy quận vương, Trọng Hôn hầu làm Thiên Thủy quận công. Mùa xuân năm 1142, hai nước ký Thiệu Hưng hòa nghị, lấy Hoài Hà làm ranh giới, giang sơn triều Tống đến đó chỉ còn 15 lộ. Ngày 1 tháng 5 năm 1142, Kim cho mẹ Cao Tông là Vi thái hậu đem thi hài Huy Tông về nước an táng. Khi thái hậu khởi hành, Thiên Thủy quận công chạy theo xe, xin về nói hộ với Cao Tông để cho mình về, hứa chỉ cần ngôi Thái Ất cung sứ, không đòi hỏi gì hơn, thái hậu đồng ý. Tuy nhiên Cao Tông nghe việc này, tỏ ra không vui, và đến cuối đời Khâm Tông cũng không được về nước.
Theo quyển Đại Tống Tuyên Hòa di sự, tháng 6 ÂL năm 1156, vua Kim lúc đó là Hải Lăng vương Hoàn Nhan Lượng ép ông cùng vua Liêu cũ là Da Luật Diên Hi phải cưỡi ngựa. Thiên Thủy quận công thân thể vốn suy nhược, vừa lên ngựa thì không trụ nổi, bị ngã ngựa; còn Da Luật Diên Hi quen cưỡi ngựa, đến đó nhân cơ hội tìm đường bỏ trốn, liền bị kị binh Kim bắn chết. Năm 1161 tin tức này mới được báo cho triều đình Nam Tống. Triều đình Nam Tống làm lễ tang, truy miếu hiệu cho ông là Khâm Tông, thụy hiệu là Cung Văn Thuận Đức Nhân Hiếu hoàng đế (恭文順德仁孝皇帝).
Tuy nhiên di hài của Khâm Tông vẫn còn ở nước Kim. Sang thời Kim Thế Tông - Tống Hiếu Tông. Năm 1171, nhân việc Tống sứ sang, vua Kim hỏi về việc rước di thể về, Tống sứ xin về nước báo lại. Kim chờ thêm một thời gian, thấy Tống không có hồi âm, bèn cho táng Khâm Tông ở Củng Lạc theo lễ quan nhất phẩm.

## Danh sách các Tể tướng thời Khâm Tông
1. Lý Bang Ngạn: 1126
2. Trương Bang Xương: 1126 - 1127

## Nhận định
Trong giai đoạn trị vị ngắn ngủi Khâm Tông tỏ ra là người chịu khó siêng năng, sống cần kiệm. Tuy vậy ông tỏ ra yếu đuối trong cuộc chiến chống Kim và phải trả giá bằng việc mất nước và cái chết nơi đất khách quê người.

## Gia quyến

### Hậu phi

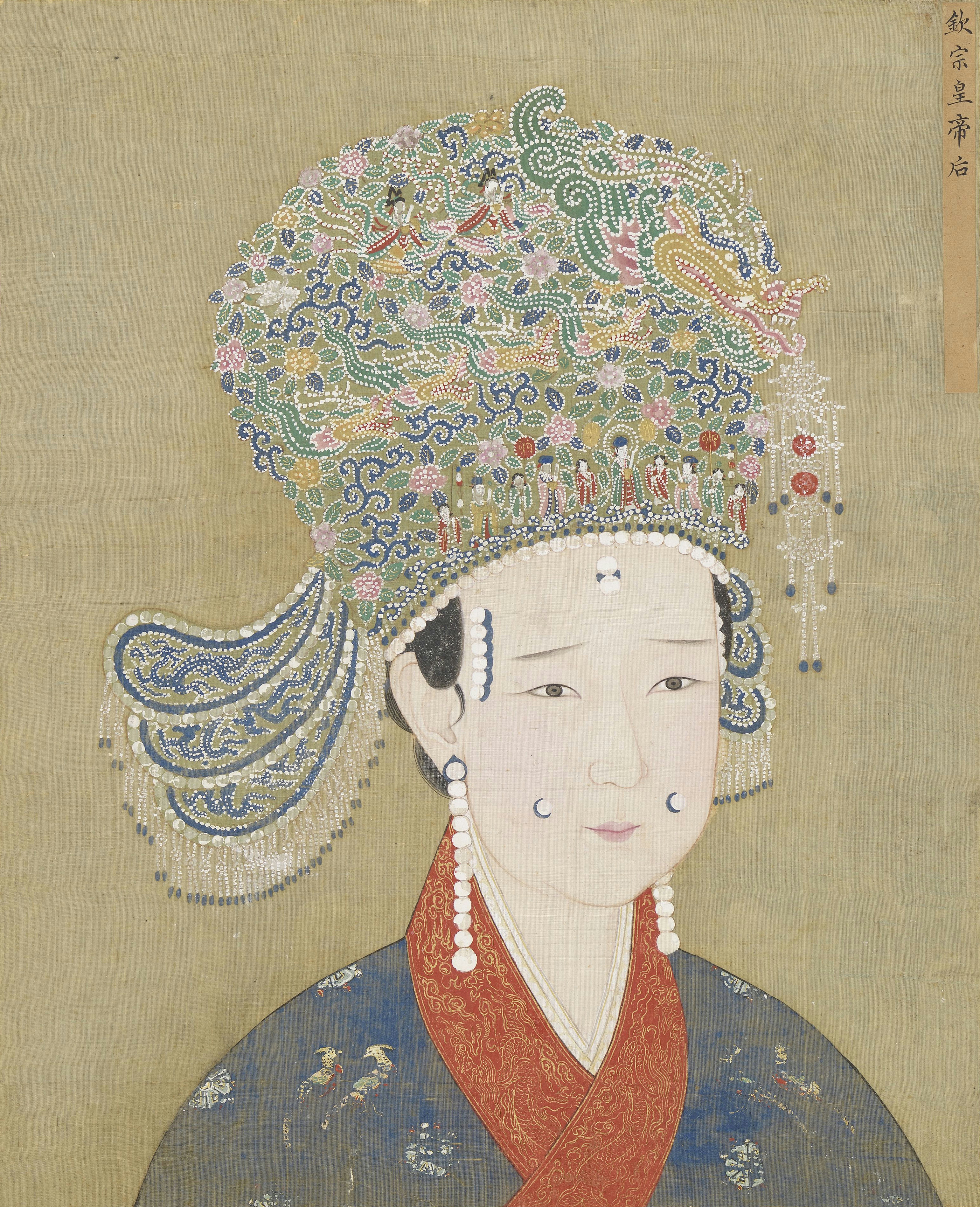
Chân dung Nhân Hoài hoàng hậu Chu thị

- Nhân Hoài hoàng hậu Chu thị (仁懷皇后 朱氏, 1102 - 1127), người Biện Kinh, con gái của Chí vũ khang quân Tiết độ sứ Chu Bá Tài (朱伯材). Khi Khâm Tông còn là Thái tử thì Chu thị đã được lập làm Đông cung Hoàng thái tử phi chính vị Trữ phi. Năm 1125, Khâm Tông hoàng đế đăng cơ, kế thừa đại thống liền sắc phong Chu thị làm Chính cung Hoàng hậu, truy phong Chu Bá Tài làm Ân Bình quận vương (恩平郡王). Bà dung mạo xinh đẹp, thiên tư mỹ miều, tính tình lại vô cùng hiền lương, ôn nhu hoà nhã nên rất được Tống Khâm Tông sủng hạnh. Ngoài ra, bà còn có tài hội họa, thi ca, thật hiếm có vị Hoàng hậu nào được như bà. Trong loạn Tĩnh Khang, Chu hoàng hậu bị bắt lên phương Bắc, quân Kim ép bà phải mặc trang phục của người Kim và ra lệnh cho bà phải đi tắm. Nhục nhã uất hận, bà nhảy xuống nước mà tự sát. Bà được Kim Thế Tông khen ngợi là "hoài thanh lý khiết, đắc nhất dĩ trinh, chúng tuý độc tinh, bất khuất kỳ tiết", tức là biết giữ tiết trinh, bất khuất trước giặc, ban thụy Tĩnh Khang quận Trinh Tiết phu nhân (靖康郡贞节夫人). Sau khi lên ngôi, Tống Ninh Tông truy tôn Chu hoàng hậu là Nhân Hoài hoàng hậu (仁懷皇后), hợp thờ với Tống Khâm Tông ở Thái miếu, sau đó dời vào Cảnh Linh cung (景靈宮).
- Chu Thận Đức phi (朱慎德妃; 1110 - 1142), em gái của Nhân Hoài hoàng hậu, sử sách không ghi chép gì về bà, chỉ biết bà cũng bị bắt trong loạn Tĩnh Khang, sinh một trai một gái , kết cục không rõ
- Tài nhân Trịnh Khánh Vân (才人鄭慶雲) , sinh Triệu Huấn.
- Tài nhân Hàn Tĩnh Quan (才人韓靜观), sinh một người con trai nhưng mất sớm, không rõ cha đứa bé, bị bắt làm thiếp cho Thân vương Hoàn Nhan Gia Bảo (完颜斜保).
- Tài nhân Lưu Nguyệt Nga (才人劉月娥)
- Tài nhân Lô Thuận Thục (才人盧順淑) , bị bắt làm thiếp cho Thân vương Hoàn Nhan Gia Bảo (完颜斜保).
- Tài nhân Hà Phượng Linh (才人何鳳齡)
- Tài nhân Địch Ngọc Huy (才人狄玉輝; 1114 - ?), nhỏ tuổi nhất trong hậu cung Khâm Tông , bị làm nhục mà mang thai, sinh được một con gái
- Phu nhân Thích Tiểu Ngọc (夫人戚小玉)
- Phu nhân Trịnh Nguyệt Cung (夫人鄭月宮)
- Phu nhân Tưởng Trường Kim (夫人蔣長金)
- Phu nhân Bào Xuân Điệp (夫人鮑春蝶)
- Cung nữ Vệ Miêu Nhi (宮女衛貓兒), Tào Diệu Uyển (曹妙婉), Bặc Nhữ Mạnh (卜女孟), Tịch Tấn Sĩ (席進士), Trình Xảo (程巧), Dũ Ngoạn Nguyệt (俞玩月), Hoàng Cẩn (黄勤) đều đâm đầu xuống nước mà tự sát để tránh bị làm nhục, mất cùng năm với Chu hoàng hậu

### Con cái

#### Hoàng tử
1. Hoàng thái tử Triệu Kham (赵谌; 1117 - 1128?), mẹ là Chu hoàng hậu, được phong Sùng quốc công bởi ông nội là Tống Huy Tông, Khâm Tông lên ngôi phong làm Thái tử, bị quân Kim giết
2. Triệu Cẩn (赵谨; 1127 - ?), mẹ là Chu Đức phi, sinh ở phương Bắc, về sau không rõ
3. Triệu Huấn (赵训; 1129 - ?), mẹ là Trịnh Tài nhân, sinh ở phương Bắc, về sau không rõ

#### Công chúa
- Nhu Gia Công chúa (柔嘉公主; 1121 - ?), mẹ là Chu hoàng hậu, về sau bị bắt đến Ngũ Quốc thành , kết cục không rõ
- Triệu thị Công chúa (趙氏公主), không rõ tên, mẹ là Chu Đức phi